# Кладенец (мифология)

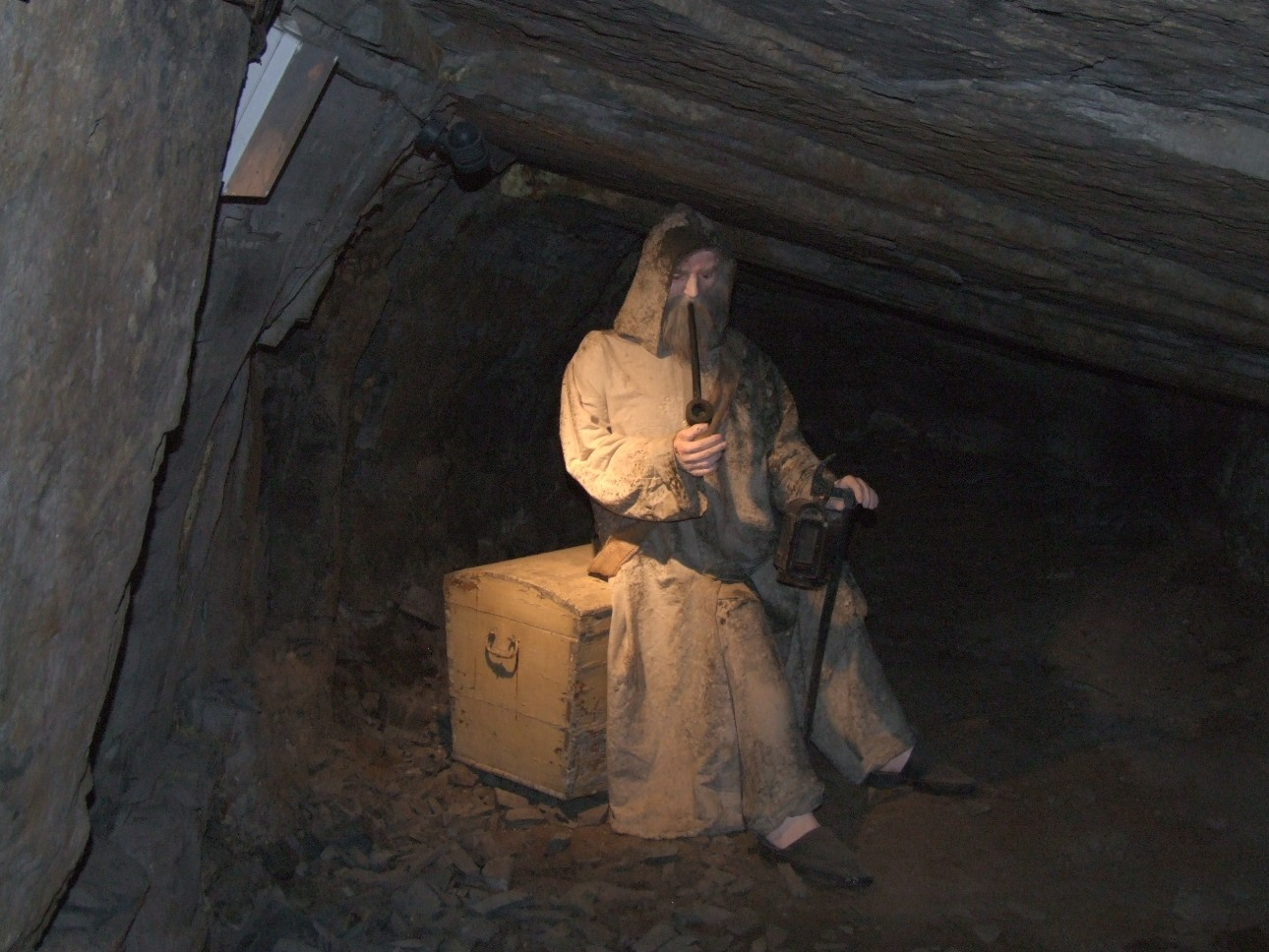
Скульптура скарбника в старой польской соляной шахте, в Величке.

Кладенец (укр. скарбник, бел. дзедка) — злой дух в славянской мифологии, стерегущий клады и сокровища (часто в горах).

## Названия
рус. кладенец, кладовик, лаюн, щекотун, копша, кладовой бес; укр. скарбник; пол. skarbnik, bazyliszek; бел. дзедка; чеш. červený mužik; болг. стопан, сайбия

## Белорусские поверья
Считалось, что Дедка появляется там, где закопан клад. Самого Дедку люди не видят, а лишь замечают его красные как огни глаза. Если кто заметит такие огни, может смело идти на них, так как там закопан клад или лежит мешочек с деньгами. На огонёк нужно кинуть шляпу или пук волос, тогда клад окажется у самой поверхности земли. Если кинуть ботинки или лапти, то клад опустится так глубоко в землю, что придётся всю жизнь его откапывать.